# Lennart Sjöholm
Anders Lennart Sjöholm, född 21 augusti 1945 i Jönköpings Sofia församling, är en svensk musikproducent, arrangör, kompositör och musiker.

## Biografi
Lennart Sjöholm, med smeknamnet Lelle, har under decennier verkat som arrangör och producent. Han har tilldelats över hundra Guld-Platina-skivor samt en Grammy Award i USA för en skiva med Andraé Crouch.
Sjöholms spännvidd över genregränserna - även som musiker och körsångare - har lett till samarbeten med artister som Kikki Danielsson, Lena Philipsson, Vicki Benckert, Lasse Holm, Dan Tillberg, Lisa Nilsson, Hasse Andersson, Christer Sjögren, Tommy Körberg, Sanna Nielsen, Jan Malmsjö, Arja Saijonma och Roland Utbult. På 1980-talet var Sjöholm en återkommande del av bakgrundskören i Melodifestivalen. 1983 arrangerade han Carola Häggkvists vinnarbidrag Främling. Sjöholm är också medlem i countrybandet Rankarna och har jobbat med Mats Rådberg.  
I början av 1960-talet bildade Lennart Sjöholm gruppen Christallen, som under mitten av sextiotalet var en mycket uppskattad kristen grupp med framträdanden över hela landet. Gruppens säte var Falköping och originalmedlemmar var Lennart Sjöholm piano-hammond-sång, Per-Åke Nogander trumpet-sång, Leif All trombone-sång, Jan-Inge Gustafsson saxofon-sång och Krister Roman, bas och sång. Senare tillkom Irving Samuelsson på trummor (senare ersatt av Anders Kjellberg).
År 1969 var Sjöholm med och bildade bandet New Creation som bestod av Pelle Karlsson (lead vocal) sologitarr, Lennart Sjöholm, sång, hammond och piano, Dan Ekström, elbas, och Anders "Putte" Kjellberg, trummor. Bandet släppte flera plattor, däribland en på engelska som var avsedd för lansering i USA inför en turné där. Plattan klassades som kristen Progg och väckte ganska stor uppståndelse.
I mitten av 1970-talet släppte Lennart Sjöholm soloplattan Amazing Grace på mitt sätt.
År 2011 inledde han ett nytt samarbete med artisten Ingamay Hörnberg vars skivor han en gång producerat. Denna gång gav de konserter till förmån för Felix barnbyar i olika länder. Sjöholm och Hörnberg gifte sig 2021.